# Trébons
Trébons település Franciaországban, Hautes-Pyrénées megyében. Lakosainak száma 757 fő (2022. január 1.). Trébons Montgaillard, Astugue, Labassère, Ordizan és Pouzac községekkel határos.

## Népesség
A település népessége az elmúlt években az alábbi módon változott:
| Lakosok száma | 714  | 740  | 767  | 760  | 756  | 753  | 749  | 747  | 757  |
|               | 2013 | 2015 | 2016 | 2017 | 2018 | 2019 | 2020 | 2021 | 2022 |